# St-Sulpice (Marignac)
Die ehemalige Prioratskirche Saint-Sulpice im südwestfranzösischen Ort Marignac im Département Charente-Maritime in der Region Nouvelle-Aquitaine gehört zu den architektonisch bedeutsamsten Kirchen der Romanik in der Saintonge. Bereits seit dem Jahr 1896 ist die Kirche als Monument historique anerkannt.

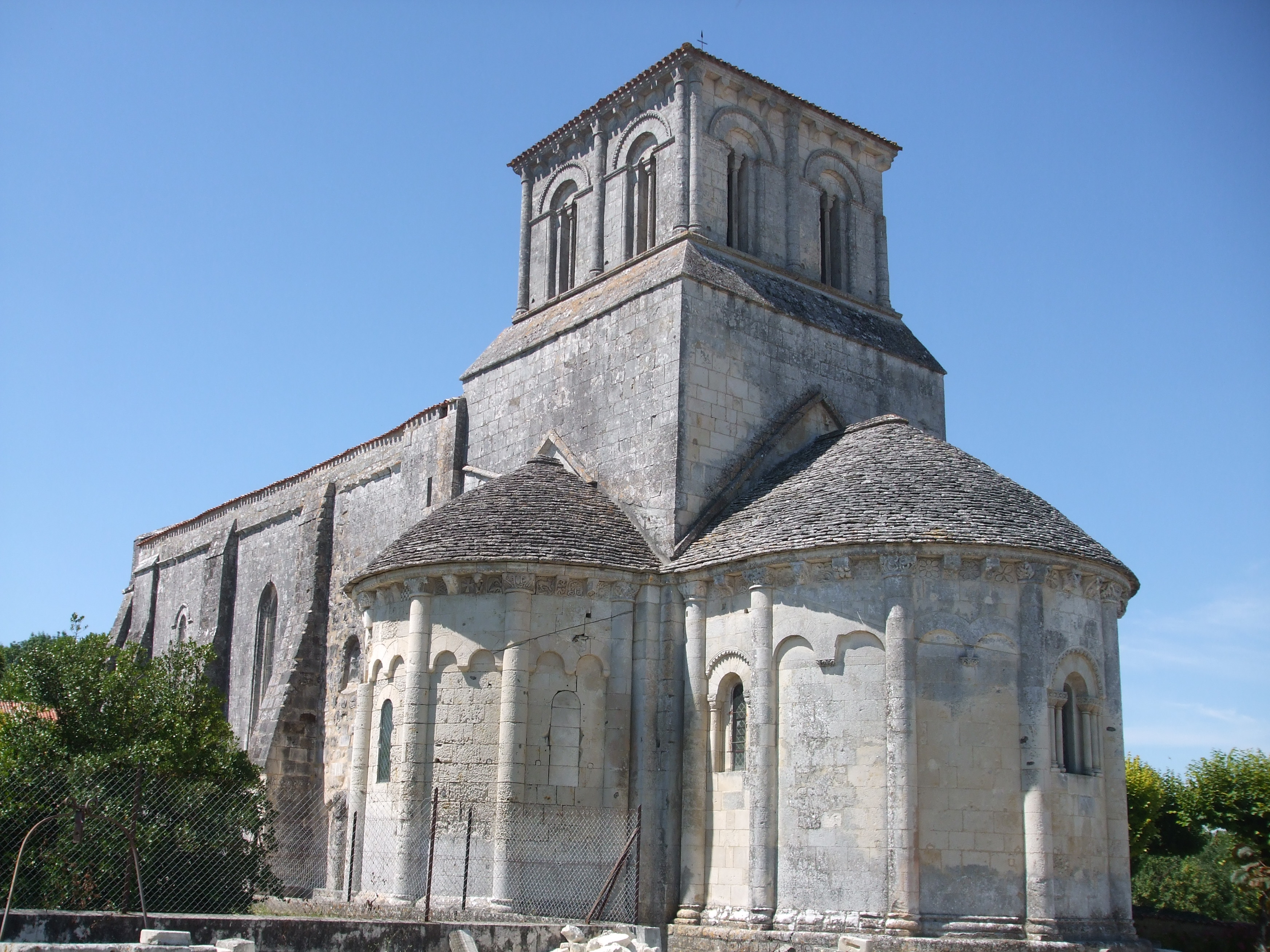
Ehemalige Prioratskirche Saint-Sulpice von Marignac

## Baugeschichte
Der Kirchenbau entstand im 12. Jahrhundert; in dieser Zeit besaß die etwa 100 Kilometer nordöstlich gelegene Abtei Charroux ein Priorat in Marignac. Im 14. Jahrhundert – vielleicht im Verlauf des Hundertjährigen Kriegs (1337–1453) – wurde die Westseite der Prioratskirche erneuert, wobei der ehemals wohl vorhandene romanische Portalschmuck weitgehend verlorenging.

## Architektur

### Chorhaupt
Der Bauteil von herausragender Bedeutung ist der dreiapsidiale Chorbereich der Kirche, dessen Mittelapsis durch ein Chorjoch ein wenig nach Osten verlängert ist. Die Außengliederung der drei Apsiden ist annähernd gleich: Vorgelegte Halbsäulen bilden die vertikale Gliederung, die durch dazwischen gespannte Rundbogenfriese optisch etwas aufgelockert ist. Unterhalb der Dachtraufe bilden Kapitelle, Konsolen und Metopenfelder ein überaus reich gestaltetes Dekorband, das von umlaufenden Diamant- oder Sternstäben überhöht wird. Die Dächer der drei Apsiden sind von Steinschindeln (lauze (pierre)) bedeckt. Die Apsiden verfügen über jeweils ein kleines Mittelfenster; das Chorjoch der Mittelapsis empfängt durch zwei weitere Fenster zusätzliches Licht.

### Vierungsturm
Auf quadratischem Grundriss entwickelt sich im Zentrum der drei Apsiden der Vierungsturm, dessen Untergeschoss vollkommen dekorlos ist, wohingegen das leicht zurückgestufte Glockengeschoss durch vorgelegte Eck- und Mittelsäulen, zwischen denen sich insgesamt acht Schallöffnungen befinden, vertikal gegliedert ist. Unter den Dachtraufen des Turmes befinden sich weitere Konsolenfriese.

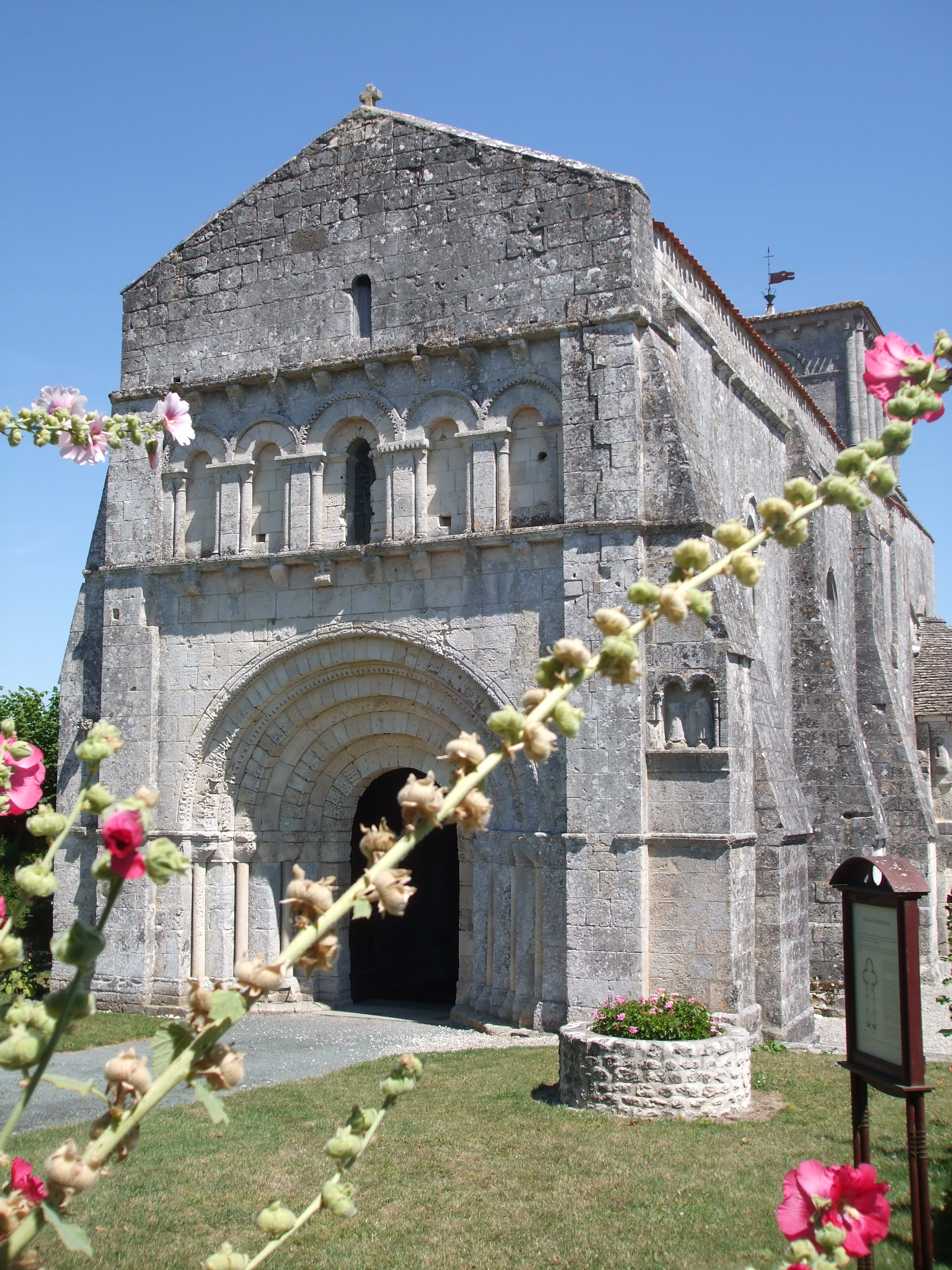
Fassade

### Langhaus
Die unterschiedlich großen Fenster lassen erahnen, dass das östliche Langhausjoch älter ist als die beiden westlichen Joche. Die ansonsten ungegliederten Außenwände sind durch – im unteren Teil angeschrägte – Strebepfeiler stabilisiert.

### Fassade
Das fünffach zurückgestufte und von Wandteilen wie von eingestellten Säulen getragene Archivoltenportal der Westfassade zeigt noch Reste des ursprünglichen Dekors. Darüber befindet sich ein Konsolenfries, der den Übergang zu einer darüber befindlichen Arkadenzone bildet, deren mittlerer Bogen gegenüber den anderen geringfügig erhöht ist und eine schlanke Fensteröffnung enthält. Ein weiterer Konsolenfries und das schmucklose Giebelfeld schließen die Westfassade nach oben hin ab.

### Kirchenschiff
Das etwa 4,50 Meter breite und von einem offenen Dachstuhl überspannte Langhaus der Kirche ist einschiffig und von großen Blendarkaden gesäumt; zwischen diesen befinden sich Pilaster mit aufgelegten Halbsäulen, die erahnen lassen, dass die Kirche ehemals gewölbt war, worauf auch der Rundbogen oberhalb des Portals hindeutet. Auf der Südseite im Übergang vom Langhaus zur Vierung befindet sich ein – nur von innen zugänglicher – Treppenturm. Die Vierung wird von einer – in den Ecken auf Trompen ruhenden und in der Mitte durch einen Okulus geöffneten – Kuppel überspannt; höchst ungewöhnliche sind die beiden gerippten sowie die seitlichen, von Doppelsäulen getragenen, Gurtbögen.

## Dekor

### Ranken- und Figurenfries
In Höhe der Kapitell- und Kämpferzone umzieht ein außergewöhnlich reich gestalteter Ranken- und Figurenfries das Innere der drei Apsiden (Fotos → Weblinks). Bei genauerem Hinsehen wirken die von Rankenwerk umschlossenen Menschen- und Tierfiguren beinahe spielerisch. Auf jeden Fall tritt die ursprünglich mahnende, belehrende und nicht selten fratzenhaft erschreckende und dämonische Dimension derartiger Motive gegenüber einer großen dekorativen Leichtigkeit deutlich zurück.

### Ausmalung
Wahrscheinlich wurden Teile der Apsiden und des Figurenfrieses schon kurz nach ihrer Fertigstellung farbig gefasst. Diese Bemalung ist jedoch in der Barockzeit erneuert und vielleicht auch auf ursprünglich nicht bemalte Teile ausgedehnt worden. Das insgesamt eher zusammengestückelt wirkende Langhaus blieb jedoch undekoriert.

## Fotogalerie

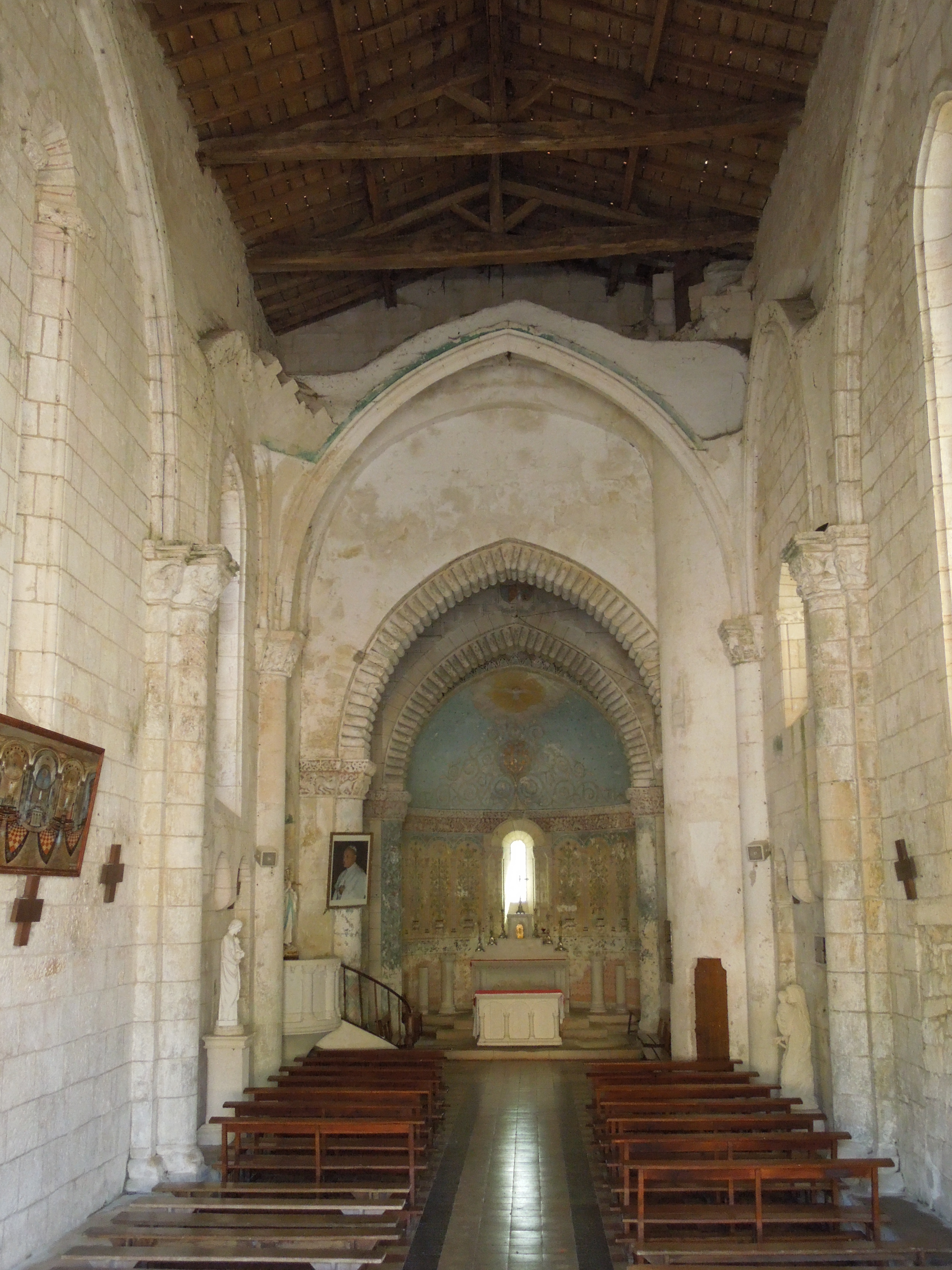
Mittelschiff
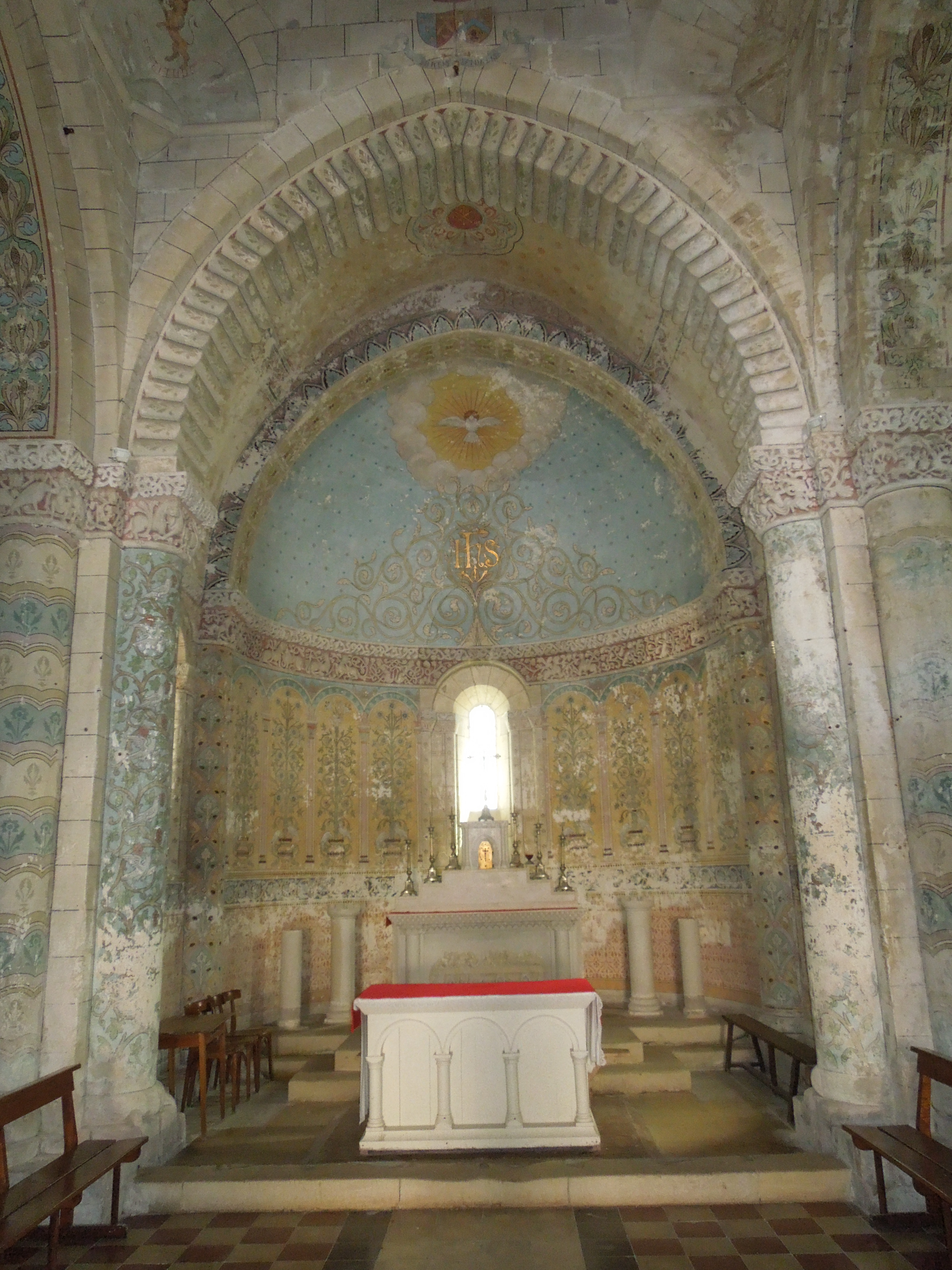
Altar und Apsis
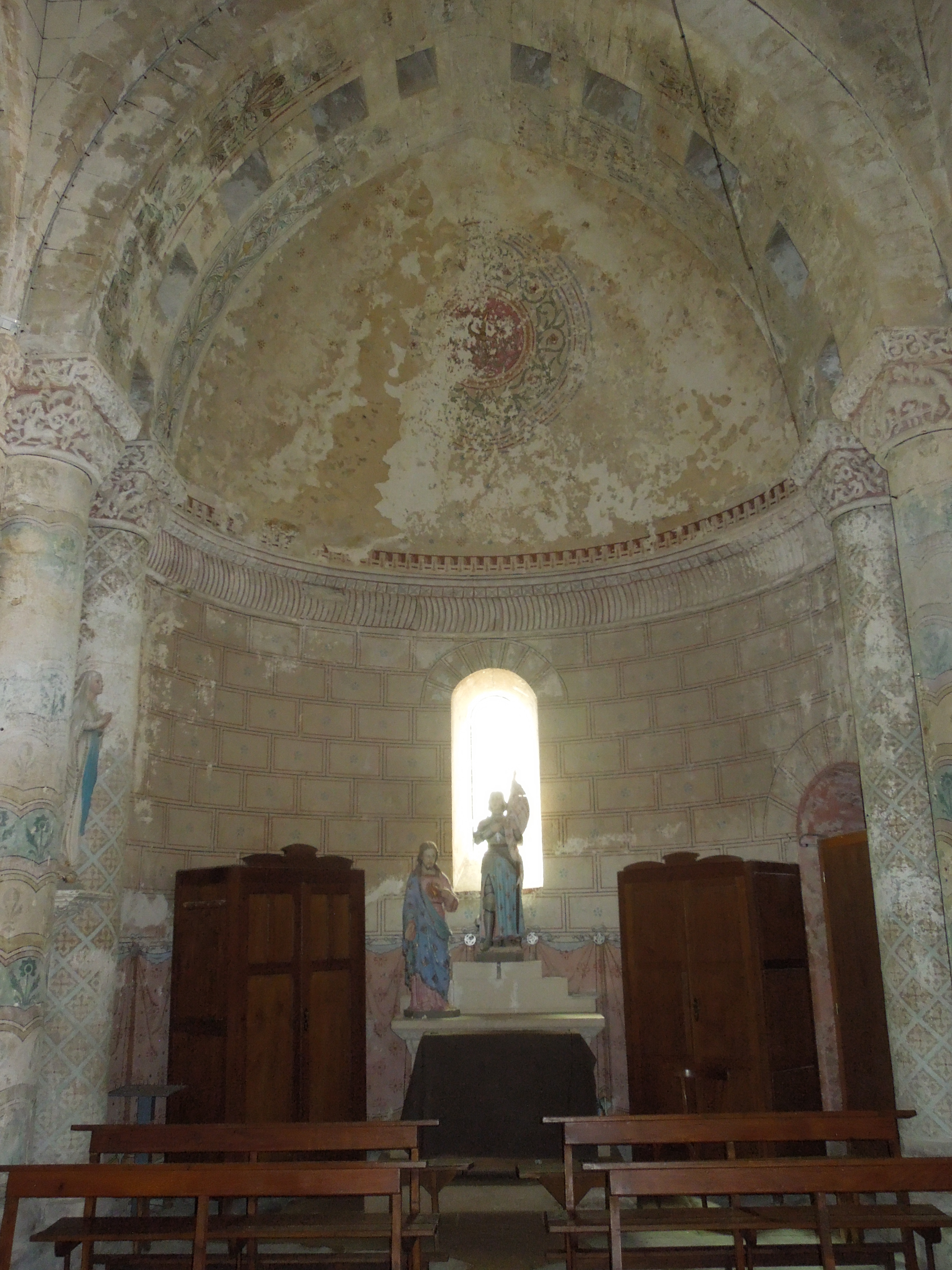
Nördliche Apsis
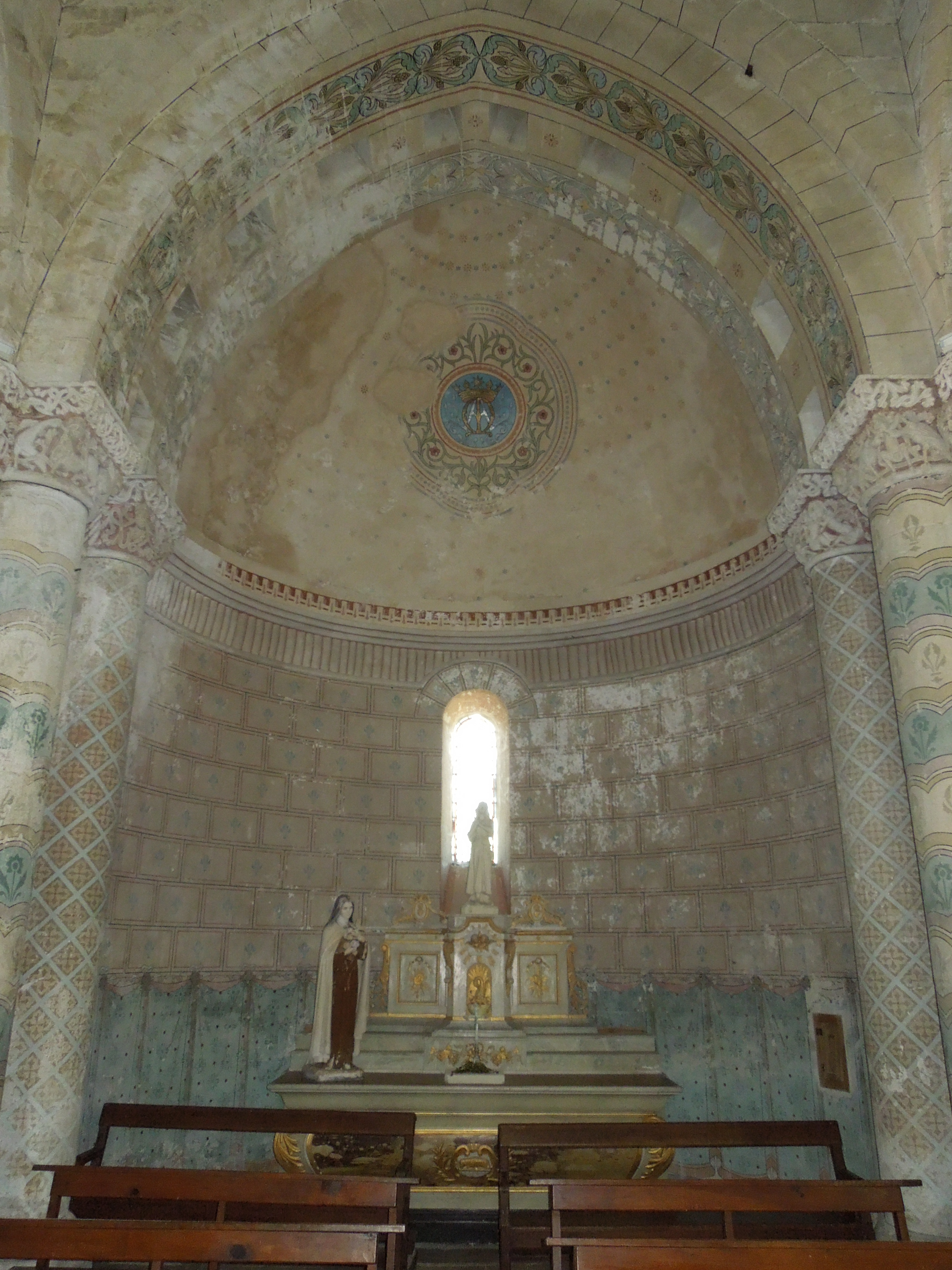
Südliche Apsis
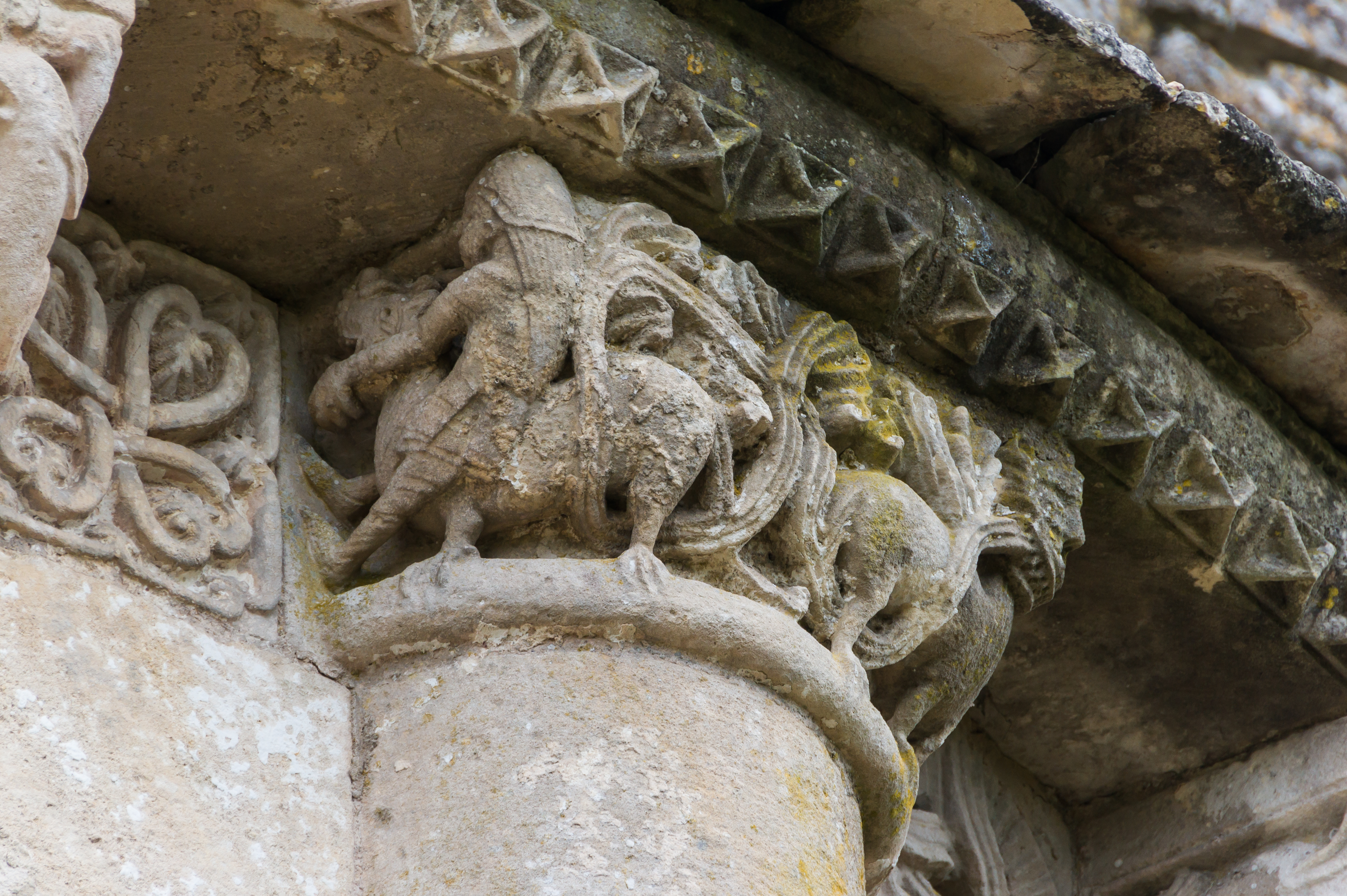
Romanisches Kapitell
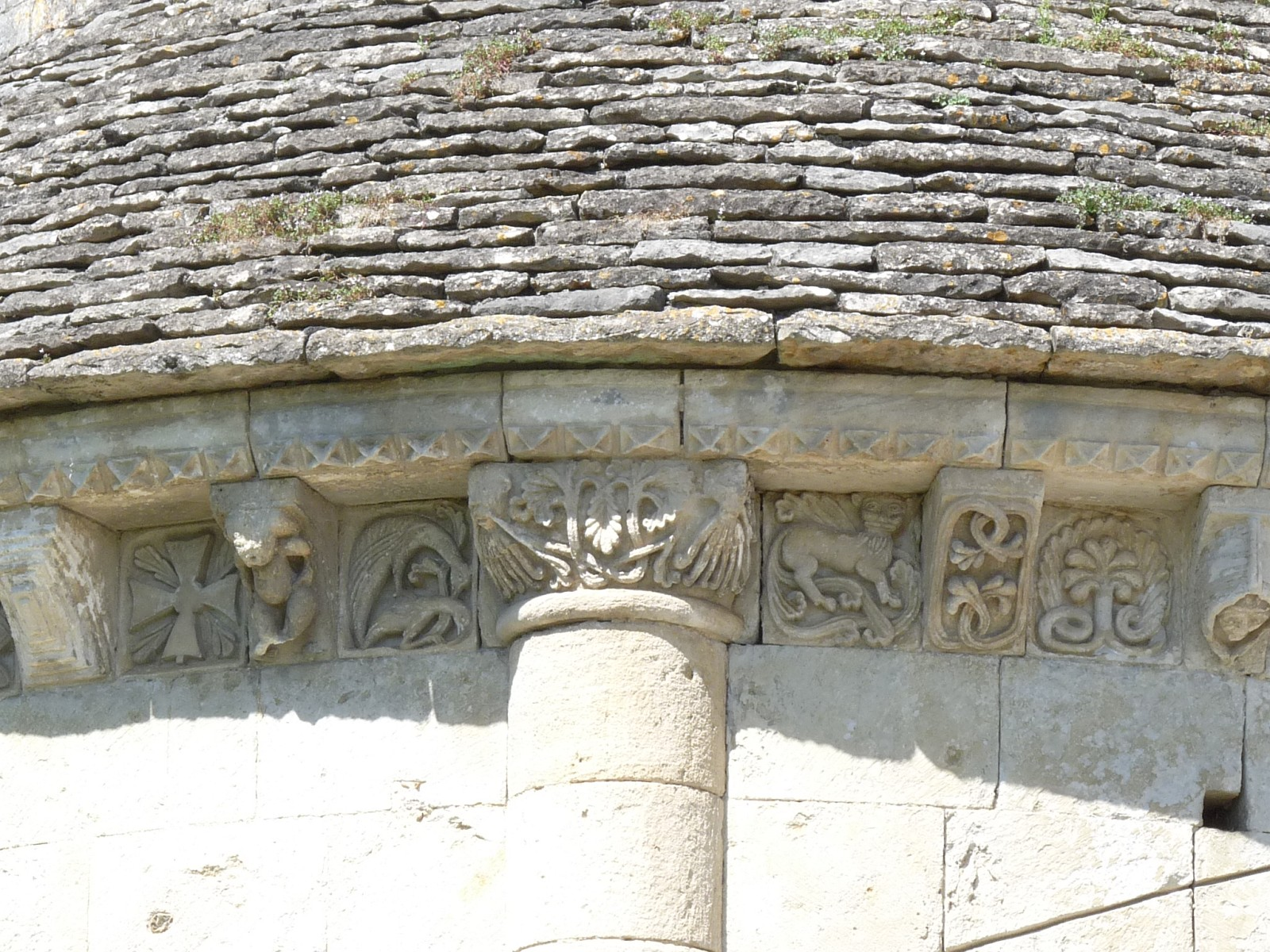
Steinschindeldach auf den Apsiden